# Produto de segmentos

O produto de dois segmentos de reta AB e CD é dado da seguinte forma: 

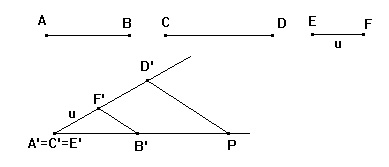
Produto de segmentos

1. Transportamos o segmento AB para uma reta r e marcamos como A'B'.
2. Sobre A' traçamos uma reta r' concorrente com r.
3. Sobre r' transportamos o segmento unidade EF com origem em A' e o segmento CD também com origem em A'
4. Traçamos o segmento F'B'.
5. Paralelamente ao segmento F'B' traçamos uma reta que passa por D' e marcarmos o ponto P onde essa reta encontrar r
6. O segmento de reta A'P' é o segmento produto de AB por CD.

## Justificativa
Os triângulos A'F'B' e A'D'P são semelhantes logo temos que:

{\displaystyle {\frac {\overline {E'F'}}{\overline {C'D'}}}={\frac {\overline {A'B'}}{\overline {A'P}}}\Rightarrow {\overline {A'P}}={\frac {{\overline {A'B'}}.{\overline {C'D'}}}{\overline {E'F'}}}}

sendo {\displaystyle E'F'=1} temos que {\displaystyle A'P=A'B'.C'D'} logo {\displaystyle A'P=AB.CD.}